# 이선아 (가수)
이선아(1972년 12월 29일~)은 대한민국의 가수이다.

## 학력
- 1991년 ~ 1993년 서울예술전문대학 실용음악과 전문학사 (졸업)

## 앨범
- 1989년 《여행스케치》
- 1990년 《추억여행 새벽에서 꿈까지》
- 1992년 《세가지 소원》
- 1994년 《다 큰 얘들 이야기》
- 1994년 《오래된 이야기》
- 1996년 《여행스케치best》
- 1996년 《남준봉》
- 1997년 《처음타본 타임머신》
- 1998년 《향수 (그때가 그리워)》

## 경력
- 그룹 그린티 멤버
- 그룹 나디브 멤버
- 여주대학교 실용음악과 겸임교수
- 그룹 여행스케치 멤버